# 남원 만복사지 석조여래입상
남원 만복사지 석조여래입상(南原 萬福寺址 石造如來立像)은 대한민국 전북특별자치도 남원시 왕정동 만복사지에 있는, 고려시대의 석조 여래 입상이다.
1963년 1월 21일 대한민국의 보물 제43호 만복사지석불입상(萬福寺址石佛立像)으로 지정되었다가, 2010년 8월 25일 현재의 명칭으로 변경되었다.

## 개요
전라북도 남원시 만복사 절터에 서 있는 화강암으로 만들어진 높이 2m의 불상이다. 만복사는 고려 문종(재위 1046∼1083) 때 창건된 사찰이고, 이 석조여래입상도 창건 때 같이 만들어진 것으로 추정된다. 『동국여지승람』 에 의하면 만복사에는 동쪽에 5층의 전각, 서쪽에 2층의 전각이 있고 그 안에 35척(尺)의 금동불이 있었다고 하는데, 이런 기록으로 보아 만복사가 매우 큰 절이었음을 알 수 있다.
민머리의 정수리에는 상투 모양의 머리(육계)가 둥글게 솟아 있다. 살이 오른 타원형의 얼굴은 눈·코·입의 자연스러운 표현과 함께 원만한 인상을 보여준다. 어깨에서 팔로 내려오는 곡선, 몸의 굴곡 등도 아주 원만하고 부드럽게 표현되어 있다. 양 어깨에 걸쳐 입은 옷에는 둥근 칼라와 같은 독특한 옷깃의 접힘이 있으며, 그 아래에는 둥근 옷주름이 표현되어 있다. 오른팔은 들어 손바닥을 보이고 왼팔은 아래로 내려서 역시 손바닥을 보이고 있던 것으로 보인다. 손은 따로 끼울 수 있도록 만들어 놓았는데 지금은 모두 없어진 상태이다.
광배(光背)는 머리광배와 몸광배로 이루어져 있으며 굵은 선으로 구분되고 있다. 윗부분이 없어진 머리광배에는 활짝 핀 연꽃잎과 연꽃줄기가 새겨져 있고, 몸광배에는 연꽃줄기만이 새겨져 있다. 이들의 바깥에는 불꽃무늬가 조각되어 있고, 좌우에는 각각 2구씩의 작은 부처가 들어 있다.
남원 만복사지 석조여래입상은 얼굴이나 몸 등에서 매우 원만하고 부드러운 성격이 드러나 있지만 옷주름이나 몸의 자세는 다소 부자연스러운 면이 보인다. 통일신라시대를 거쳐 고려시대로 접어들면서 쇠퇴해가는 불상 양식을 보여주는 작품이다.

## 같이 보기
- 만복사

## 참고 자료
- 남원 만복사지 석조여래입상 - 국가유산청 국가유산포털